# 39-45 (magazine)
39-45, ou 39/45 Magazine, est une revue mensuelle française consacrée à l’histoire de la Seconde Guerre mondiale.

## Généralités
39-45 est un magazine mensuel (onze parutions par an) historique de la presse écrite consacré à la période de la Seconde Guerre mondiale.
Les articles, rédigés par des historiens et collectionneurs, traitent des thèmes suivants :
- grandes batailles ;
- armements et équipements ;
- unités militaires (régiments, divisions, etc.) ;
- uniformologie ;
- fortifications ;
- militaria.

La revue 39/45 Magazine s'attache, comme son nom l'indique, à présenter des dossiers, des reportages, des témoignages et des portraits sur les principales batailles de la Seconde Guerre mondiale. Il couvre les trois armées de terre, de l'air et de la marine et comporte des rapports historiques tout en offrant de nouvelles perspectives sur les grandes batailles du conflit, avec des témoignages personnels et des biographies des participants. Tous les sujets sont abordés, avec cependant une préférence pour le théâtre européen et en particulier les opérations liées au débarquement en Normandie, implantation des éditions Heimdal à Bayeux oblige.
Cette revue mensuelle dont onze numéros paraissent chaque année, comporte 68 pages en moyenne illustrées par des photographies dont certaines sont inédites.
Des rubriques récurrentes constituent le sommaire du magazine dont Bunkerarcheo décrivant les fortifications ainsi que les rubriques actualité, bibliographie ou des petites annonces. Des rubriques militaria, matériels et biographies ont également vu le jour. Plusieurs évolutions ont vu le jour depuis la sortie du premier numéro en décembre 1983 afin de faire face à la concurrence de revues telles que Batailles ou Ligne de Front.
Un certain nombre de numéros hors-série trimestriels ont également vu le jour sur un thème précis qui regroupe plusieurs articles du magazine 39-45, qui peut, suivant le succès des articles, sortir en librairie sous format d'un livre relié. Ces hors-série ont porté successivement les titres 39/45 Magazine - Guerres contemporaines  (ISSN 1167-962X) dont le no  1 date de juillet 1987, de parution bimestrielle, qui devient Historica  (ISSN 1167-9638) avec le no  18 (août 1990) puis Historica 39/45 Magazine avec l’exemplaire no  42 de 1995.

## Journalistes
- Georges Bernage : fondateur de 39/45 Magazine et directeur des Éditions Heimdal, il contribue régulièrement à la revue et aux numéros hors série.
- Denis van den Brink : spécialiste des troupes aéroportées américaines.
- Yves Buffetaut : contribua régulièrement à la revue dans ses premiers numéros. Il est notamment l'auteur du numéro spécial consacré à la Bataille de Moscou. Il contribuera ensuite aux Éditions Histoire & Collections et prendra la direction des Éditions Ysec.
- Stephan Cazenave : rédacteur en chef à la suite de Bernard Paich, il contribue régulièrement à la revue avec des articles essentiellement dédiés à l'engagement des unités de la Waffen-SS.
- Alain Chazette : spécialiste des ouvrages fortifiés, notamment du Mur de l'Atlantique, il est l'auteur de très nombreux articles publiés dans la rubrique Bunkerarcheo.
- Patrick de Gmeline
- Frédéric Deprun
- Stéphane Jacquet
- Frederick Jeanne : spécialiste des troupes canadiennes.
- François de Lannoy : est également l'auteur de plusieurs livres publiés aux Éditions Heimdal. Il a quitté les Éditions Heimdal en 2013.
- Alain Le Berre : a publié notamment une étude en plusieurs parties sur l'arrivée des renforts allemands venant de Bretagne pour rejoindre le front normand dans les numéros 290, 291 et 292.
- Frédéric Deprun
- Bernard Paich
- Philippe Wirton
- Charles Trang
- Hugues Wenkin